# Marwan I
Marwan ibn al-Hakam of Marwan I (623 - 7 mei 685) was de vierde kalief van de dynastie van de Omajjaden en was een neef van Oethman ibn Affan (een metgezel van de profeet Mohammed). Hij werd in het voorjaar van 684 na de troonsafstand van Moe'awija II door een commissie tot kalief gekozen van het Arabische Rijk. Marwan's korte regeerperiode werd gekenmerkt door een burgeroorlog tussen de Omajjaden en de Hasjemieten. Hij wist in augustus 684 met een Arabisch expeditieleger Egypte en Syrië te heroveren op de opstandelingen, maar kon hen niet volledig verslaan. De heilige stad Medina werd door de Omajjaden tevergeefs belegerd. Op 7 mei 685 overleed Marwan in Damascus ten gevolge van een pestepidemie. Hij werd opgevolgd door zijn zoon Abd al-Malik.